# Alejandro Aclan

Bischofswappen von Alejandro Dumbrigue Aclan.

Alejandro Dumbrigue Aclan (* 9. Februar 1951 in Pasay, Philippinen) ist ein philippinisch-US-amerikanischer Geistlicher und römisch-katholischer Weihbischof in Los Angeles.

## Leben
Alejandro Aclan studierte zunächst von 1967 bis 1971 Medizintechnologie an der Universität Santo Tomas in Manila. Er wanderte in die Vereinigten Staaten aus und studierte von 1988 bis 1993 am Priesterseminar in Camarillo. Am 5. Juni 1993 spendete ihm Roger Michael Kardinal Mahony das Sakrament der Priesterweihe für das Erzbistum Los Angeles.
Nach Tätigkeiten in der Pfarrseelsorge war er von 2010 bis 2012 Verantwortlicher für die Berufungspastoral in der Seelsorgeregion San Gabriel Valley . Von 2012 bis 2015 war er stellvertretender Bischofsvikar und anschließend bis 2018 Bischofsvikar für den Klerus. Im Jahr 2017 erhielt er den Ehrentitel eines Päpstlichen Ehrenkaplans (Monsignore).
Am 5. März 2019 ernannte ihn Papst Franziskus zum Titularbischof von Rusicade und zum Weihbischof in Los Angeles. Der Erzbischof von Los Angeles, José Horacio Gómez, spendete ihm am 16. Mai desselben Jahres die Bischofsweihe. Mitkonsekratoren waren der emeritierte Erzbischof von Los Angeles, Roger Michael Kardinal Mahony, und der Bischof von Salt Lake City, Oscar Azarcon Solis.
Acaln ist Großoffizier im Ritterorden vom Heiligen Grab zu Jerusalem.